# Warm It Up
A Warm It Up az amerikai Kris Kross duó második kislemeze a debütáló Totally Krossed Out albumról. A dal aranylemez lett 1992. augusztus 8-án, és több slágerlistán is szerepelt.

## Tracklista
CD maxi
1. "Warm It Up" (Dupri's Mix) (3:53)
2. "Warm It Up" (LP Version) (4:04)
3. "Warm It Up" (Extended Mix) (5:56)
4. "Warm It Up" (Butcher Mix) (3:49)
5. "Warm It Up" (Instrumental) (3:51)

12" maxi
1. "Warm It Up" (Butcher Mix) (3:49)
2. "Warm It Up" (Instrumental) (3:51)
3. "Warm It Up" (LP Version) (4:04)
4. "Warm It Up" (Dupri's Mix) (3:53)
5. "Warm It Up" (Extended Mix) (5:56)

7" kislemez
1. "Warm It Up" (Dupri's Mix) (3:53)
2. "Warm It Up" (LP Version) (4:04)

Kazetta
1. "Warm It Up" (Dupri's Mix) (3:53)
2. "Warm It Up" (LP Version) (4:04)
3. "Warm It Up" (Butcher's Mix) (3:49)

## Slágerlisták
| Slágerlista (1992/93)                            | Legmagasabb helyezések |
| ------------------------------------------------ | ---------------------- |
| Ausztrália (ARIA)                                | 21                     |
| Belgium (VRT Top 30 Flanders)                    | 19                     |
| Canada (The Record)                              | 4                      |
| Franciaország (SNEP)                             | 44                     |
| Írország (IRMA)                                  | 16                     |
| Svédország (Sverigetopplistan)                   | 34                     |
| Svájc (Schweizer Hitparade)                      | 34                     |
| Egyesült Királyság (The Official Charts Company) | 14                     |
| U.S. Billboard Hot 100                           | 13                     |
| U.S. Billboard Hot R&B Singles                   | 3                      |
| U.S. Billboard Hot Rap Singles                   | 1                      |
| U.S. Billboard Hot Dance Club Play               | 23                     |

| Év végi helyezések (1992) | Helyezés |
| ------------------------- | -------- |
| U.S. Billboard Hot 100    | 65       |